# 我主イエズスキリストの新約聖書
我主イエズスキリストの新約聖書（わがしゅイエズスキリストのしんやくせいしょ）は、パリ外国宣教会の公教（カトリック）宣教師エミール・ラゲによって訳され、1910年に発行された日本語（文語体）の翻訳聖書である。東京大司教出版認可。本文857ページ。通称はラゲ訳。
ラテン語訳聖書のヴルガータをもとに訳されたもので、ローマ教皇を中心とするカトリック教会の伝統に従って、細かい注釈がついている。天主公教会（カトリック教会）において広く用いられた。
ヴルガータ訳を基礎とし、ギリシャ語聖書を参照、伝道士加古義一に口述させた。1905年頃、脱稿したが、さらに小野藤太、山田準、武笠三らの添削を受けた。1908年頃、ラゲは上京。築地司教座聖堂に居を定め、聖書印刷に経験のある横浜福音印刷合資会社で印刷。1910年、初版発行にいたる。出版費は司教座から、その他の費用はラゲの私財と有志の寄付金でまかなった。
同年、外国人宣教師向けにローマ字版が発行された。
その後、「一九六〇年度版では、中央出版社編集部により本文は従来のまま文語体とし、かなづかい、漢字、字体などを新しく改訂したものである。なお序言、註などは、この際すべて口語に直した」という改訂版が刊行され、平成初年まで刊行されていた。